# Wirtschaftsunion
Die Wirtschaftsunion ist die fünfte Stufe der wirtschaftlichen Integration zwischen Ländern, bei der zusätzlich zu einem gemeinsamen Markt auch eine Koordination der Wirtschaftspolitiken erfolgt, oft zwischen benachbarten Staaten einer Region.

## Aufgaben und Folgerungen
Das heißt, dass sich nicht nur Güter, Kapital und Arbeit frei innerhalb der Union bewegen dürfen (Produktionsfaktormobilität), sondern auch die Souveränität in der Wirtschaftspolitik teilweise zugunsten der Union aufgegeben werden muss. Oft waren die Schrittmacher für die wirtschaftliche Integration bis hin zur Wirtschaftsunion die größeren Mächte in einer Region. Die schwächeren Staaten gewannen umgekehrt Mitsprache und Einfluss. Insgesamt stärkte sich bei regionalen Zusammenschlüssen die Region gegen andere Regionen.

## Beispiele
Eine bekannte Wirtschaftsunion war die Europäische Wirtschaftsgemeinschaft, darin zum Beispiel die Gemeinsame Agrarpolitik. Sie existiert heutzutage nicht mehr als separate Einheit, sondern ist vollständig in der Europäischen Union aufgegangen. Aktuell existieren zudem die Eurasische Wirtschaftsunion sowie der sogenannte "Binnenmarkt und -wirtschaftsraum der CARICOM", der ebenfalls eine Wirtschaftsunion darstellt.
Ein weiteres Beispiel war die Wirtschaftsunion zwischen der Bundesrepublik Deutschland und der DDR, die im Jahr 1990 vom 1. Juli bis zur Wiedervereinigung (3. Oktober) bestand.
Noch tiefere Integrationen führen zur Währungsunion, anders geartete Zusammenschlüsse zur politischen Union.